# Володина, Маргарита Владимировна
Маргари́та Влади́мировна Воло́дина (род. 26 января 1938 (по другим данным — 26 января 1933), Ленинград) — советская актриса театра и кино, Народная артистка РСФСР (1973).

## Биография
Родилась в Ленинграде. В биографических справках указывается, что она родилась 26 января 1938 года, однако в своей «Исповеди» актриса отмечает, что к началу войны она девятилетней окончила 3-й класс школы, а после войны, которую она пережила в оккупации, её матери, Леокадии Николаевне (польке), удалось заметно убавить возраст дочери.
В войну была разлучена с матерью, которая пережила блокаду в Ленинграде, и находилась в деревне под Псковом на оккупированной немцами территории. После войны Риту забрал и отвёз к матери в Ленинград отчим, бывший офицер-фронтовик.
Занималась в драматическом кружке Дома кино под руководством М. Г. Дубровина и кружке художественного слова Ленинградского дворца пионеров, посещала кружок классического танца, недолго занималась вокалом и фортепиано. Получила аттестат зрелости, закончив десятый класс в вечерней школе рабочей молодёжи. В 1955 году ветеран педагогики профессор Зон взял Володину к себе на курс в Ленинградский театральный институт со второго тура.
В 1959 году окончила Школу-студию МХАТ в Москве (курс В. К. Монюкова), с 1959 по 1961 год была актрисой театров «Современник» и Советской армии, с 1961 по 1993 годы — в Театре-студии киноактёра.
С 1957 года Маргарита Володина снималась в кино, сыграв за свою кинокарьеру около 20 ролей. Лучшей работой актрисы стала роль комиссара в фильме «Оптимистическая трагедия», экранизации пьесы Всеволода Вишневского (на Каннском фестивале в 1963 году картина получает специальный приз жюри, который ни «до» ни «после» «Оптимистической трагедии» не вручали никому: «За наилучшее воплощение революционной эпопеи» на экране).
В 1994 году уехала к дочери во Францию, живёт в Париже.
Написала книги «Исповедь актрисы» (2005) и «Откровение» (2011).

## Семья
Отец — Владимир Яковлевич Володин, в разводе. Мать — Леокадия Николаевна, до войны работала преподавателем рабфака, после войны по доносу отбывала наказание в лагерях до середины 1950-х. 
Брат — родился в 1926 году, но рано умер.
Первый муж (с 1957 года, в течение 13 лет) — Самсон Самсонов (1921—2002), советский и российский театральный и кинорежиссёр, сценарист, актёр. Народный артист СССР (1991). Актриса снялась во многих его картинах.
Дочь — Мария Володина (род. 1961), окончила театральное училище, единственную свою роль в кино сыграла в кинофильме 1984 года «Время и семья Конвей», художник, живёт в Париже.
Второй муж — Олег, аферист (подпольный бриллиантовый бизнес), брак продлился пять лет.
Третий муж — Михаил Крутиков, врач-педиатр, скончался через год после свадьбы.

## Признание и награды
- 1964 — по результатам опроса читателей журнала «Советский экран» признана лучшей актрисой 1963 года.
- 1965 — Заслуженная артистка РСФСР.
- 1973 — Народная артистка РСФСР.

## Фильмография
- 1957 — Огненные вёрсты (реж. С. Самсонов) — Катерина Гавриловна
- 1960 — Бессонная ночь (реж. И. Анненский) — Нина Полонская
- 1960 — Ровесник века (реж. С. Самсонов) — Аня
- 1961 — Две жизни (реж. Л. Луков) — графиня Ирина Александровна Оболенская (Нащёкина)
- 1963 — Оптимистическая трагедия (реж. С. Самсонов) — комиссар
- 1964 — Три сестры (реж. С. Самсонов) — Маша
- 1965 — Чёрный бизнес (реж. В. Журавлёв) — мисс Ластер
- 1966 — Ярость (реж. Н. Ильинский) — Лёлька
- 1967 — Арена (реж. С. Самсонов) — Маша
- 1969 — Каждый вечер в одиннадцать (реж. С. Самсонов) — Люда
- 1971 — Объяснение в любви к Г. Т. / Liebeserklärung an G.T. (ГДР) — Людмила
- 1973 — Спелые вишни / Reife Kirschen (ГДР, реж. Хорст Земан) — Светлана Сайзова, советский инженер
- 1975 — Последняя жертва (реж. П. Тодоровский) — Юлия Павловна Тугина
- 1978 — И ты увидишь небо (реж. Г. Кузнецов) — мать Аркадия
- 1978 — Шествие золотых зверей (реж. Т. Вульфович) — Тамара Александровна
- 1979 — Белая мазурка (реж. В. Якубовская) — Наталия Полл
- 1979 — Поздняя встреча (реж. В. Шредель) — Гущина
- 1984 — Время и семья Конвей (реж. В. Басов) — Кей
- 1985 — Тайна земли (короткометражный; реж. А. Иванов)

## Озвучивание
- 1987 — Этот странный лунный свет — Инга